# Magazine départemental
Un magazine départemental est un magazine publié par un conseil départemental sur le territoire du département. Il informe la population des décisions votées par l'assemblée départementale. Les sujets traités concernent les secteurs de la vie publique dont la gestion est attribuée aux conseils départementaux.
Ils exercent les compétences fixées par les lois de décentralisation dans les domaines de l'action sociale, la voirie, l'éducation, le service départemental d'incendie et de secours, le développement économique, la gestion des musées, bibliothèques et archives départementales, la gestion des espaces naturels sensibles. 

## Liste des magazines départementaux français

### Région Auvergne-Rhône-Alpes
- Reflets d'Allier, magazine départemental du conseil départemental de l'Allier
- Cantal Avenir, magazine départemental du conseil départemental du Cantal
- Haute-Loire Magazine, magazine départemental du conseil départemental de la Haute-Loire
- Puy-de-Dôme en mouvement, magazine départemental du conseil départemental du Puy-de-Dôme
  - L'Auvergne en grand, magazine du conseil régional d'Auvergne
- Notre Département, magazine départemental du conseil départemental de l'Ain
- Reliefs, magazine départemental du conseil départemental de l'Ardèche
- La Drôme, magazine départemental du conseil départemental de la Drôme
- Isère Magazine, magazine départemental du conseil départemental de l'Isère
- Loire Magazine, magazine départemental du conseil départemental de la Loire
- Savoie Mag', magazine départemental du conseil départemental de la Savoie
- Haute-Savoie Magazine, magazine départemental du conseil départemental de la Haute-Savoie
  - Rhône-Alpes, magazine du conseil régional de Rhône-Alpes

### Région Bourgogne-Franche-Comté
- Côte-d'Or Magazine, magazine départemental du conseil départemental de la Côte-d'Or
- Nièvre Info, magazine départemental du conseil départemental de la Nièvre
- SEL'Info, magazine départemental du conseil départemental de Saône-et-Loire
- Au Fil de l'Yonne, magazine départemental du conseil départemental de l'Yonne
  - Bourgogne notre région, magazine du conseil régional de Bourgogne
- Vue du Doubs, magazine départemental du conseil départemental du Doubs
- Juramag, magazine départemental du conseil départemental du Jura
- Haute-Saône Magazine, magazine départemental du conseil départemental de la Haute-Saône
- Vivre le Territoire, magazine départemental du conseil départemental du Territoire de Belfort
  - Franche-Comté Mag, magazine du conseil régional de Franche-Comté

### Région Bretagne
- Côtes d'Armor, magazine départemental du conseil départemental des Côtes-d'Armor[1]
- Penn-ar-Bed, magazine départemental du conseil départemental du Finistère
- Nous Vous Ille, magazine départemental du conseil départemental d'Ille-et-Vilaine
- MorBihan Hebdo, magazine départemental du conseil départemental du Morbihan
  - Bretagne ensemble, magazine du conseil régional de Bretagne

### Région Centre-Val-de-Loire
- Cher Magazine, magazine départemental du conseil départemental du Cher
- Eurélien, magazine départemental du conseil départemental d'Eure-et-Loir
- LEMAG36, magazine départemental du conseil départemental de l'Indre
- C'est en Touraine, magazine départemental du conseil départemental d'Indre-et-Loire
- Loir-et-Cher Info, magazine départemental du conseil départemental de Loir-et-Cher
- Loiret Mag, magazine départemental du conseil départemental du Loiret
  - O'Centre, magazine du conseil régional du Centre

### Région Corse
- Le Journal de Corse-du-Sud, magazine départemental du conseil départemental de la Corse-du-Sud
- HC, Haute Corse, revue départemental du conseil départemental de la Haute-Corse[2]
  - L'Isula[3], magazine de la collectivité territoriale de Corse

### Région Grand Est
- Tout le Bas-Rhin, magazine départemental du conseil départemental du Bas-Rhin
- Haut-Rhin Magazine, magazine départemental du conseil départemental du Haut-Rhin
  - Région Alsace, magazine du conseil régional d'Alsace
- Les Ardennes en marche, magazine départemental du conseil départemental des Ardennes
- L'Aube Nouvelle, magazine départemental du conseil départemental de l'Aube
- La Marne→Le Mag, magazine départemental du conseil départemental de la Marne
- Haute-Marne Magazine, magazine départemental du conseil départemental de la Haute-Marne
  - RCA Mag, magazine du conseil régional de Champagne-Ardenne
- Vivre la Meurthe-et-Moselle, magazine départemental du conseil départemental de Meurthe-et-Moselle
- Meuse 55, magazine départemental du conseil départemental de la Meuse
- MozMag, magazine départemental du conseil départemental de la Moselle
- Vivre les Vosges ensemble, magazine départemental du conseil départemental des Vosges[4]
  - Lorraine et Vous, magazine du conseil régional de Lorraine

### Région Guadeloupe
- Péyi Guadeloupe, magazine départemental du conseil départemental de la Guadeloupe[5]
  - actes de la Région Guadeloupe, magazine du conseil régional de Guadeloupe[6]

### Région Guyane
- Magazine Guyane du Département, magazine départemental du conseil général de la Guyane[7]
  - L’Essentiel, magazine du conseil régional de la Guyane[8]

### Région Hauts-de-France
- Le Nord, magazine départemental du conseil départemental du Nord
- 62, le journal, magazine départemental du conseil départemental du Pas-de-Calais
- L'Aisne, magazine départemental du conseil départemental de l'Aisne
- Le Mag 60, magazine départemental du conseil départemental de l'Oise
- Vivre en Somme, magazine départemental du conseil départemental de la Somme
  - Agir en Picardie, magazine du conseil régional de Picardie

### Région Île-de-France
- A Paris, magazine de la ville de Paris
- Seine-et-Marne Magazine, magazine départemental du conseil départemental de Seine-et-Marne
- Essonne le Mag, magazine départemental du conseil départemental de l'Essonne
- HDS Mag, magazine départemental du conseil départemental des Hauts-de-Seine
- Seine-Saint-Denis.fr, magazine départemental du conseil départemental de la Seine-Saint-Denis
- ValdeMarne Magazine, magazine départemental du conseil départemental du Val-de-Marne
- Le Val-d'Oise c'est Vous, magazine départemental du conseil départemental du Val-d'Oise
  - Ile-de-France, magazine du conseil régional d'Ile-de-France

### Région La Réunion
- Le Rendez-vous Citoyen, magazine départemental du conseil départemental de La Réunion[9]
  - Réunion Mag' , magazine du conseil régional de La Réunion[10]

### Région Martinique
- Ansanm' , magazine départemental du conseil général de la Martinique[11]
  - Le Martinique, magazine du conseil régional de la Martinique

### Région Normandie
- Journal du Calvados, magazine départemental du conseil départemental du Calvados
- Manche Mag', magazine départemental du conseil départemental de la Manche
- Orne Magazine, magazine départemental du conseil départemental de l'Orne
  - Reflets, magazine du conseil régional de Basse-Normandie
- C'L'Eure, magazine départemental du conseil départemental de l'Eure
- Seine-Maritime Le magazine, magazine départemental du conseil départemental de la Seine-Maritime
  - Ma région, magazine du conseil régional de Haute-Normandie

### Région Nouvelle-Aquitaine
- Gironde, magazine départemental du conseil départemental de la Gironde[12]
- Vivre en Périgord, magazine départemental du conseil départemental de la Dordogne[13]
- Landes magazine, magazine départemental du conseil départemental des Landes[14]
- 47 magazine, magazine départemental du conseil départemental de Lot-et-Garonne[15]
- Pyrénées-Atlantiques, magazine départemental du conseil départemental des Pyrénées-Atlantiques[16]
  - L'Aquitaine, magazine du conseil régional d'Aquitaine[17]
- Tonus Charente, magazine départemental du conseil départemental de la Charente
- Le magazine du département de la Charente-Maritime, magazine départemental du conseil départemental de la Charente-Maritime[18]
- Le Journal du département des Deux-Sèvres, magazine départemental du conseil départemental des Deux-Sèvres[19]
- Vivre en Vienne, magazine départemental du conseil départemental de la Vienne
  - Poitou-Charentes, notre Région, notre fierté, magazine du conseil régional de Poitou-Charentes[20]
- Corrèze Magazine, magazine départemental du conseil départemental de la Corrèze
- Le Magazine de la Creuse, magazine départemental du conseil départemental de la Creuse
- Haute-Vienne le mag, magazine départemental du conseil départemental de la Haute-Vienne
  - La Lettre du Limousin, magazine du conseil régional du Limousin

### Région Occitanie
- L'Accent Catalan, magazine départemental du conseil départemental des Pyrénées-Orientales[21]
- Perspectives, magazine départemental du conseil départemental de l'Aude[22]
- L'Hérault, magazine départemental du conseil départemental de l'Hérault[23]
- Gard Magazine, magazine départemental du conseil départemental du Gard[24]
- Couleurs Lozère, magazine départemental du conseil départemental de la Lozère[25]
  - Vivre en Languedoc-Roussillon, magazine du conseil régional de Languedoc-Roussillon[26]
- Hautes-Pyrénées 65, magazine départemental du conseil départemental des Hautes-Pyrénées[27]
- Canal 31, magazine départemental du conseil départemental de la Haute-Garonne[28]
- L'Aveyron, magazine départemental du conseil départemental de l'Aveyron[29]
- Contact Lotois, magazine départemental du conseil départemental du Lot[30]
- Tarn-et-Garonne Mag, magazine départemental du conseil départemental de Tarn-et-Garonne[31]
  - Midi-Pyrénées Info, magazine du conseil régional Midi-Pyrénées[32]

### Région Pays de la Loire
- Loire-Atlantique, magazine départemental du conseil départemental de la Loire-Atlantique
- Maine-et-Loire Magazine, magazine départemental du conseil départemental de Maine-et-Loire
- Horizon Mayenne, magazine départemental du conseil départemental de la Mayenne
- La Sarthe, magazine départemental du conseil départemental de la Sarthe
- Le Journal de la Vendée, magazine départemental du conseil départemental de la Vendée
  - L'Esprit Grand Ouvert, magazine du conseil régional des Pays de la Loire

### Région Provence-Alpes-Côte d'Azur
- Alpes-de-Haute-Provence, magazine départemental du conseil départemental des Alpes-de-Haute-Provence
- Hautes-Alpes Magazine, magazine départemental du conseil départemental des Hautes-Alpes[33]
- Info 06, magazine départemental du conseil départemental des Alpes-Maritimes
- Accents, magazine départemental du conseil départemental des Bouches-du-Rhône
- Var Mag', magazine départemental du conseil départemental du Var
- Vaucluse Magazine, magazine départemental du conseil départemental de Vaucluse
  - Notre Région, magazine du conseil régional de Provence-Alpes-Côte d'Azur